# Слушај матер
Слушај Матер је први студијски албум Еде Маајке, босанскохерцеговачког репера. Албум садржи 21 нумеру и издат је пролећа 2002. године.

## О албуму
Албум Слушај матер отвара Интро у којем Едо, без музичке подлоге најављује себе и екипу која је учествовала у стварању албума. Затим иде насловна ствар, Слушај матер, а потом Минимални ризик. Ова песма је настала након Едовог повратка из Босне и Херцеговине, где је ишао да студира, у Загреб. Повезује се са Shot-ом из Елементала који му даје beat-ове, и прави прво Минимални ризик, који је критика оценила као кратки водич кроз предузетништво у Хрватској, а потом и песму Махир и Алма у којој Едо говори о вечитој теми и инспирацији - љубави. Песме су се први пут чуле у емисије Blackout и одговор публике је био одличан. Таленат Еде Маајке препознале су издавачке куће, и он се одлучује за Менарт, који му припрема први студијски албум Слушај матер. Продуценти на албуму су Dash, Koolade и Shot. Након Минималног ризика, иде ствар Радо виђен кроз коју Едо, још једном, представља себе и говори о томе колико га људи воле. Следи песма Јесмо л’ сами коју отвара Бранко Ђурић Ђуро са својим монологом из серијала Топ Листа Надреалиста где сведочи о свом сусрету с НЛО, а затим Едо кроз песму излаже данашњу ситуацију у свету. Салетова освета је класична прича о кратком животу малолетног делинквента из урбане средине. Следе приче о Едином сусрету с Приказама, о ситним криминалцима, ратним профитерима и тајкунима: Фаца, Шверц комерц feat. Stoka и Паре, паре, приче о судбинама људи у и после рата: За или против и Немој бојат се, као и гостовања El Bahatee-ја на песми Молитва и Bizz-е на песми Шанк, а ту су и две рецитације: Рецитација и Оутро, која затвара овај албум. Најавни сингл албума је ствар Знаш ме, а синглови су још и песме Јесмо л’ сами и Приказе.

## Списак песама
1. Интро
2. Слушај матер
3. Минимални ризик
4. Радо виђен
5. Јесмо л' сами
6. Салетова освета
7. Приказе
8. Махир и Алма
9. Интро за песму Фаца
10. Фаца
11. Интро за песму Знаш ме
12. Знаш ме
13. Шверц комерц
14. De-ja-vu
15. Шанк
16. Паре, Паре
17. Молитва
18. За или против
19. Немој бојат се
20. Оутро